# Кавалли, Жан-Мишель
Жан-Мишель Кавалли (фр. Jean-Michel Cavalli; род. 13 июля 1957, Аяччо) — французский футболист и футбольный тренер. Тренировал французский клуб «Лилль» и сборную Алжира.

## Биография
Большую часть игровой карьеры провёл в клубе «Газелек» из родного Аяччо. Завершив выступления стал главным тренером команды. В 1993—1994 годах тренировал аравийский «Ан-Наср». В 1994 году перешёл в «Лилль», где сначала был помощником тренера, а в 1995 году был назначен главным тренером клуба. В 1998 году Кавалли вернулся тренировать родную команду — «Газелек». В 2006—2007 гг. работал главным тренером национальной сборной Алжира.

## Семья
Сын, Йоан Кавалли, также профессиональный футболист